# はくちょう (人工衛星)
「はくちょう(Hakucho)」（第4号科学衛星CORSA-b）は東京大学宇宙航空研究所（後の宇宙科学研究所、現在は宇宙航空研究開発機構の一部門）が打ち上げた日本初のX線天文衛星である。計画全体は小田稔が指揮し、搭載装置の開発は東京大学宇宙航空研究所および名古屋大学理学部、衛星の開発・製造は日本電気が担当した。1979年2月21日14時0分(JST)に、鹿児島県内之浦町（現肝付町）にある鹿児島宇宙空間観測所（現内之浦宇宙空間観測所）からM-3Cロケット4号機によって打ち上げられ、日本初の天文衛星となった。これはリカルド・ジャコーニらによる宇宙X線の発見から、およそ16年後に当たる。衛星名前は、ブラックホール連星として有名なX線源「はくちょう座X-1」のあるはくちょう座に由来する。

## 概要
「はくちょう」は1976年2月4日にロケット2段目の不具合のため打ち上げ失敗したX線天文衛星CORSAを作り直したものである。CORSAの失敗当日に関連する複数のメーカー技術者たちから、再挑戦を期待する声が上がり、それに後押しされる形で、計画が開始した。それからわずか3年で打ち上げに漕ぎ着け、右表に示す地球周回軌道に投入された。衛星は8角柱の形をもち、側面に貼った太陽電池で最大40Wを発電する。約8秒の周期でスピンすることで姿勢を保持しつつ、地上からのコマンドに応じ磁気トルカーにより姿勢制御を行い、観測対象にスピン軸を向けて観測を行った。主要な目的は、X線バーストの観測、パルサーのパルス周期の追跡、新たなX線源出現の監視と強度変化の観測、などである。同時期に稼働したX線天文衛星には米国のアインシュタイン衛星（1978年11月-1981年4月）がある。
「はくちょう」は1985年4月15日に大気圏に突入して燃え尽き運用を終了したが、研究は後続の「てんま」衛星（1983年2月20日に打ち上げ）に緊密に引き継がれた。とくに「はくちょう」による経験は、総計6世代におよぶ日本のX線天文衛星プロジェクトにとって、貴重な出発点となった。また得られた成果により、小田稔を代表とする「はくちょう衛星観測チーム」は1980年度の朝日賞を受賞した。

## 観測装置
- 超軟X線検出器 (VSX) [7][8]： 0.1-2.0 keVのX線を観測する装置で、名古屋大学が担当した。2台の薄窓比例計数管がスピン軸方向を向いている。窓材であるポリプロピレン薄膜から徐々にガスが漏れることを補うため、ガスボンベを搭載した。
- 軟X線検出器 (SFX) [7][8] ：1.5 - 30.0 keVのX線を観測する装置。4台のベリリウム窓比例計数管がスピン軸方向を向き、うち３台の前面に「すだれコリメータ」[9]が搭載された。2台の検出器で「すだれ」の位相を逆転させ、両者のカウント数の和からX線の時間変動を記録し、両者の差からは、視野内の位置に応じたX線の強度変調が得られるという、「プッシュプル」方式を用い、視野凪内で発生したX線バーストの位置を精度よく決定した[8]。加えて２台の同様な検出器が、スピン軸と直交する向き(横向き)に搭載され、天空の広い領域の監視に当たった。
- 硬X線検出器 (HDX)  [7]：10 - 100 keVのX線を観測する装置で、スピン軸方向を向いた結晶シンチレータを用いた。

## 主な成果

### X線バースト現象の観測
- 約12例の新たなX線バースト源を発見した[8][10]。そのうち4例は既知の強いX線源[11]、2例は再帰型のX線新星[12]、3例はカタログされている暗いX線源[13]、残る3例は新発見のX線源[14]であった。
- X線バースト[15]が、球対称な物体の表面全体から黒体放射として放射されると仮定すると、発生源の半径は約10 kmと推定され[16]、またバーストのピーク光度がエディントン限界[17]に達すると仮定すると、発生源の質量は太陽質量と同程度となる。したがって発生源は中性子星[18]であると考えてよいことが、それ以前に増して確かになった。
- 中性子星の表面で、降着したガスが爆発的に熱核融合反応を起こす時、X線バーストが発生するという理論描像[19]が、より確実になった。特に、継続時間が~30秒と長いバーストは、水素からヘリウムへのベータ反応を伴う核融合、継続時間が~10秒と短いバーストはヘリウムから炭素への核融合の結果であると解釈された[20]。
- 銀河中心の周囲に群れる５個のX線バースト源の、バーストのピーク光度を調べた。銀河中心までの距離を当時の標準である10 kpcと仮定すると、ピーク光度の分布は典型的な中性子星のエディントン限界を数倍も超えてしまう[21]。この謎は後に (1985) 国際天文連合により、銀河中心の距離の推奨値が10 kpcから8 kpcに改定されるきっかけの一つになったと考えられる。ちなみにその後に測定された距離も、ほぼ 8 kpcである[22]。
- 米国との国際協力により、「はくちょう」の受けるX線バーストを可視光で同時観測する試みがなされ、約10例の同時バーストが観測された。可視光はX線に比べ数秒ほど遅れており、バーストX線が連星の相手を照らし、可視光になると考えられる[23]。
- 特異なX線源「ラピッドバースター」から、100秒も続く「台形バースト」など、多彩な波形のバースト群を検出した[24]。これは熱核融合の結果ではなく、降着流の不安定性による結果と考えられるが、なぜこの天体だけに見られる現象なのか、2025年時点でも未解明である。

### X線パルサーの観測
- 「はくちょう」により8個の代表的な連星X線パルサー[18]のパルス周期が長期にわたり測定され[8][10]、それは後続の「てんま」に継承された。その結果これらの天体 (特に星風捕獲型) では、スピンアップ時期とスピンダウン時期がランダムに入れ替わることが発見された[25]。従来、パルサーは降着が起きる限りそのトルクでスピンアップを続けると考えらていたが、その定説を覆す結果となった。パルサーの近傍で降着ガスの「渦の向き」が時おり逆転する現象は、数値計算により再現された[26]。

### ブラックホール(候補)連星の観測
- 衛星の名前の源であるブラックホール連星[5]「はくちょう座X-1」は、スピン軸方向の主検出器で観測する機会には恵まれなかったが、横向きの軟X線スキャン検出器で長期にわたりモニタされた。その結果1980年の夏に「はくちょう座X-1」が、ハード状態 (X線が暗くスペクトルが硬い）からソフト状態（X線で明るくスペクトルが柔かい）に遷移する現象がキャッチされた[27]。これは従来、断片的に知られていた事実をより明確に検証したもので、ハード・ソフト遷移は以後、ブラックホール連星の特徴の一つと認識されるに至った[28]。
- GX 339-4と呼ばれるX線源が約10日かけて、ハード状態からソフト状態に遷移する事象が検出された。さらにハード状態で顕著だった速い (~1秒) ランダム時間変動が、ソフト状態では消失した[29]。これらの性質は「はくちょう座X-1」で観測される一方、X線バースト源など弱磁場中性子星では顕著ではないため、GX 339-4は有力なブラックホール候補となった。この見通しは後続の「てんま」による観測で、より確実となった。

## CORSAからの変更点
「はくちょう」は早期打ち上げを実現するため、打ち上げに失敗したCORSAの設計を基本的に踏襲しているが、多少の変更点がある。アメリカのSAS-3衛星によって発見された、X線バースト現象（中性子星の表面における爆発的核融合）を主要な観測テーマに位置づけ、バースト源の位置を正確に測定できるよう、軟X線検出器の前面に「すだれコリメータ」を新たに装着した。代わりに重粒子線観測装置は非搭載となった。またCORSAのコアメモリに代わってテープレコーダが搭載され、観測データ蓄積量が飛躍的に増加した。ニューテーションダンパの改良も行われた。

## その他
- 日本の科学衛星は、打ち上げまではプロジェクト名 (今の場合はCORSA-b)で呼ばれ、打ち上げ後に愛称を付ける習慣になっている。CORSA-bの愛称は「ぎんが」になるのではという下馬評が高かったが、プロジェクトを率いた小田稔の希望で、「はくちょう座X-1」にちなみ、「はくちょう」と名付けられた[1]。なお、「ぎんが」の名は後に打ち上げられた３代目のX線天文衛星「ASTRO-C」に対し付けられた。